# Campionatul de Fotbal al României 1919-1920
Sezonul 1919-1920 al Cupei Harwester a fost cea de-a opta ediție a Campionatului de Fotbal al României. În realitate, nu am avut un campionat propriu-zis, ci meciuri pentru Cupa Harwester în perioada 5 octombrie-noiembrie/decembrie 1919 și Cupa Jean Luca P. Niculescu între 21 martie și 13 iunie 1920. Ambele trofee au fost câștigate de Venus București, care a fost considerat Campion al României pentru sezonul 1919-1920. 

## Cupa Harwester
La  Cupa Harwester au participat doar patru echipe.

### Rezultate
| 5 octombrie 1919 | Colțea FC București | 2 – 0 | Tricolor București | București Arbitru: Mitty Niculescu |
| 5 octombrie 1919 |                     |       |                    | București Arbitru: Mitty Niculescu |

| ? 1919 | Prahova Ploiești | 0 – 1 | Venus București | Ploiești |
| ? 1919 |                  |       |                 | Ploiești |

| ? 1919 | Prahova Ploiești | 1 – 2 | Tricolor București | Ploiești Arbitru: G.Nicolescu |
| ? 1919 |                  |       |                    | Ploiești Arbitru: G.Nicolescu |

| ? 1919 | Colțea FC București | 0 – 0 | Venus București | Parcul Sportiv FSSR, București |
| ? 1919 |                     |       |                 | Parcul Sportiv FSSR, București |

| ? 1919 | Venus București | 1 – 3 | Tricolor București | Parcul Sportiv FSSR, București |
| ? 1919 |                 |       |                    | Parcul Sportiv FSSR, București |

| 11 noiembrie 1919 | Tricolor București | 3 – 0 | Colțea FC București | Parcul Sportiv FSSR, București Arbitru: C.Sabu |
| 11 noiembrie 1919 |                    |       |                     | Parcul Sportiv FSSR, București Arbitru: C.Sabu |

| ? 1919 | Venus București | 1 – 0 | Prahova Ploiești | Parcul Sportiv FSSR, București |
| ? 1919 |                 |       |                  | Parcul Sportiv FSSR, București |

| 16 noiembrie 1919 | Venus București | 3 – 2 | Colțea FC București | Parcul Sportiv FSSR, București |
| 16 noiembrie 1919 |                 |       |                     | Parcul Sportiv FSSR, București |

| ? 1919 | Tricolor București | 1 – 2 | Venus București | Parcul Sportiv FSSR, București Arbitru: Mario Gebauer |
| ? 1919 |                    |       |                 | Parcul Sportiv FSSR, București Arbitru: Mario Gebauer |

- Meciurile Prahova - Colțea, Tricolor - Prahova și Colțea - Prahova nu s-au disputat.

### Clasamentul
| Poz | Echipa           | J | V | E | Î | GP | GD | DG | P |
| --- | ---------------- | - | - | - | - | -- | -- | -- | - |
| 1   | Venus București  | 6 | 4 | 1 | 1 | 8  | 6  | +2 | 9 |
| 2   | Unirea Tricolor  | 5 | 3 | 0 | 2 | 9  | 6  | +3 | 6 |
| 3   | Colțea București | 4 | 1 | 1 | 2 | 4  | 6  | -2 | 3 |
| 4   | Prahova Ploiești | 3 | 0 | 0 | 3 | 1  | 4  | -3 | 0 |

| Câștigătorii sezonului 1919-1920 al Cupei Harwester |
| --------------------------------------------------- |
| Venus București Primul Titlu                        |

## Cupa Jean Luca P. Niculescu
În perioada 21 martie - 13 iunie 1920 s-au disputat meciurile pentru Cupa Jean Luca P. Niculescu. Nu este clar dacă s-a jucat vreunul dintre meciurile rămase sau unele sau tuturor li s-au acordat pierderi uneia sau ambelor echipe implicate; Venus București a fost considerat de F.R.F. ca campioni ai României 1919/20, eventual din cauza victoriei lor în Cupa Harwester din 1919.

### Rezultate disponibile
| Data       | Gazde                     | Scorul | Oaspeți                   |
| ---------- | ------------------------- | ------ | ------------------------- |
| 21.03.1920 | Tricolor București        | 2-1    | Educația Fizică București |
| 21.03.1920 | Prahova Ploiești          | 2-1    | Excelsior București       |
| 21.03.1920 | Venus București           | 3-1    | Speciala București        |
| 28.03.1920 | Tricolor București        | 1-1    | Colțea București          |
| 28.03.1920 | Speciala București        | 0-4    | Prahova Ploiești          |
| 04.04.1920 | Tricolor București        | 3-1    | Excelsior București       |
| 04.04.1920 | Prahova Ploiești          | 2-0    | Colțea București          |
| 04.04.1920 | Educația Fizică București | 1-0    | Venus București           |
| 11.04.1920 | Tricolor București        | 0-0    | Venus București           |
| 11.04.1920 | Educația Fizică București | 1-0    | Excelsior București       |
| 11.04.1920 | Colțea București          | 2-2    | Speciala București        |
| 18.04.1920 | Tricolor București        | 2-0    | Prahova Ploiești          |
| 18.04.1920 | Venus București           | 2-0    | Colțea București          |
| 18.04.1920 | Educația Fizică București | 4-1    | Speciala București        |

| Data                                                            | Gazde                     | Scorul | Oaspeți                   |
| --------------------------------------------------------------- | ------------------------- | ------ | ------------------------- |
| 25.04.1920                                                      | Tricolor București        | 2-0    | Speciala București        |
| 25.04.1920                                                      | Prahova Ploiești          | 0-0    | Venus București           |
| 25.04.1920                                                      | Colțea București          | 4-2    | Excelsior București       |
| Meciuri din tur pentru care nu a fost raportat niciun rezultat. |                           |        |                           |
| ?.1920                                                          | Excelsior București       | ?–?    | Speciala București        |
| ?.1920                                                          | Venus București           | ?-?    | Excelsior București       |
| ?.1920                                                          | Educația Fizică București | ?–?    | Prahova Ploiești          |
| ?.1920                                                          | Colțea București          | ?–?    | Educația Fizică București |
| Meciuri din retur pentru care nu se știe data disputării.       |                           |        |                           |
| ?.1920                                                          | Colțea București          | 4-2    | Prahova Ploiești          |
| ?.1920                                                          | Speciala București        | 1-1    | Venus București           |
| ?.1920                                                          | Prahova Ploiești          | 1-0    | Speciala București        |
| ?.1920                                                          | Educația Fizică București | 2-0    | Tricolor București        |
| ?.1920                                                          | Venus București           | 2–0    | Educația Fizică București |

## Clasament
Revista Automobilă nr. 6 / iune 1920 a publicat următorul clasament:
| 1. | Venus București           | 10 m |  | 15 pb |  | 4 pr  |
| 2. | Tricolor București        | 9 m  |  | 13 pb |  | 5 pr  |
| 3. | Educația Fizică București | 7 m  |  | 10 pb |  | 4 pr  |
| 4. | Prahova Ploiești          | 10 m |  | 8 pb  |  | 12 pr |
| 5. | Colțea București          | 9m   |  | 7 pb  |  | 11 pr |
| 6. | Speciala București        | 8m   |  | 4 pb  |  | 12 pr |
| 7. | Excelsior București       | 7m   |  | 1 pb  |  | 13 pr |

m = meciuri jucate, pb = puncte bune, pr = puncte rele
1. ↑  „Romania 1920”. 22 mai 2014. Accesat în 19 mai 2021.